# 이시마츠 치에미
이시마츠 치에미(石松 千恵美, 1976년 5월 5일~)는 일본의 도쿄도 출신 켄 프로덕션 소속 여자 성우다.

## 출연작품

### TV 애니메이션
2002년
- 울트라 매니악 (사토미)

2003년
- DEAR BOYS (이즈미)

2004년
- 뷰티풀 죠 (블러디 레이첼)

2005년
- IZUMO 용맹한 검의 섬기 (오오스 세리)
- 코텐코텐코 (여왕님)

2006년
- 무적 철가방 (야구 소녀)
- 제로의 사역마 (미셸)
- 케모노즈메 (여자)

2007년
- 로미오X줄리엣 (부인)
- 바람의 소녀 에밀리 (제니)
- 샤먼 시스터즈 (후카다 아사미(8화))

2009년
- 푸른 꽃 (스기모토 야스코)

2012년
- 사랑과 선거와 초콜릿 (시노노메 하즈키)

### OVA
2003년
- 에이켄 ~에이켄부로부터 사랑을 담아~ (고문 선생님)
- 트라이 앵글 하트 ~Sweet Song Forever~ (에리스 맥가렌)
- 사랑과 선거와 초콜릿 OVA (시노노메 하즈키)[1]

### 게임
2004년
- IZUMO2 (오오스 세리) : 미스미 (みすみ) 명의
- 린월 (히즈키 시노) : 미스미 (みすみ) 명의
- 환상수호전IV (쥬엘)
- 진설 엽기의 우리(기사라기 시즈카) : 미스미 (みすみ) 명의
- 인형 유적 (구노(어린시절))

2005년
- 귀신락 (아마가미 간나, 木島步)
- Rhapsodia (쥬엘)
- VIEWTIFUL JOE 배틀 카니발 (블러디 레이첼)
- 유부녀 전대 아이사이거 (지젤 올피리아) : 미스미 (みすみ) 명의
- 데보의 둥지 (간나)

2006년
- IZUMO2 학원광상곡 (오오스 세리) : 미스미 (みすみ) 명의
- 이나☆코이! ~여우 신령님과 여복의 저주 (미도 치히로) : 미스미 (みすみ) 명의
- 푸른하늘 마지카!! (파나) : 미스미 (みすみ) 명의

2007년
- Reversible (스기하라 시즈노) : 미스미 (みすみ) 명의
- MagusTale ~세계수와 사랑하는 마법사~ (에마 글라디우스) : 미스미 (みすみ) 명의

2010년
- 사랑과 선거와 초콜릿 (시노노메 하즈키)